# Juan G. Roederer
Juan Gualterio Roederer (Trieste, de Italia, 2 de septiembre de 1929) es un destacado profesor de física de la Universidad de Alaska Fairbanks (UAF).
Sus campos de investigación son física del espacio, psicoacústica, política de la ciencia y teoría de la información. Ha dirigido investigaciones pioneras en el campo de los rayos cósmicos solares, en el de la teoría de los anillos radioactivos de la tierra, en las redes neuronales que intervienen en la identificación de la altura del sonido y, en la actualidad, en los principios de la teoría de la información. También es un consumado organista.

## Carrera
Roederer vivió su infancia en Viena, y allí recibió la educación primaria. En 1939, su familia emigró a Argentina, donde completaría su educación.
Roederer se doctoró en ciencias físico-matemáticas en la Universidad de Buenos Aires en 1952.
Beatriz Susana Cougnet de Roederer, física, fue su colega y compañera en las investigaciones sobre radiación cósmica. Fue su esposa hasta su fallecimiento, el 12 de septiembre de 2022, con quien tuvo cuatro hijos.
Desde 1953 hasta 1955, trabajó como científico invitado en el Instituto Max Planck de Física de Werner Heisenberg cuando tenía su sede en Gotinga la entidad.
Desde 1959 a 1966, Roederer fue profesor de física en la Universidad de Buenos Aires.
En 1967 se mudó a los Estados Unidos, donde sería profesor de física en la Universidad de Denver (Colorado).
En 1977 fue nombrado director del Instituto Geofísico en la Universidad de Alaska Fairbanks, puesto que mantendría hasta 1986. Durante esa etapa también fue decano del Colegio de Ciencias Ambientales (College of Environmental Sciences).
Miembro del personal visitante del Laboratorio Nacional de Los Álamos desde 1978, dirigió su grupo de asesores de ciencias de la Tierra y del espacio desde 1983 hasta 1988.
Desde 1986 hasta 1992, dirigió la Comisión de Investigaciones Árticas de los Estados Unidos (United States Arctic Research Commission).
Desde 1987 se ocupa de actividades docentes y de dirección de investigación en la Universidad de Alaska, de la que es profesor emérito desde 1993.

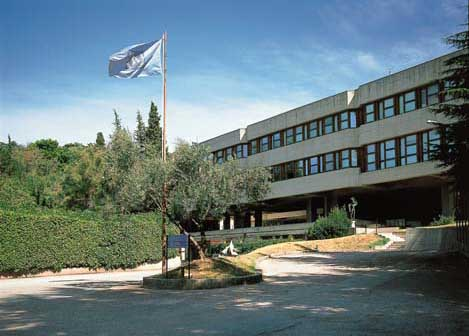
Edificio principal del Centro Internacional de Física Teórica Abdus Salam.

Desde 1997 hasta el 2003, fue consejero designado (senior advisor) del director del Centro Internacional Abdus Salam de Física Teórica de Trieste.
Ha sido miembro y director de varias comisiones del Consejo Nacional de Investigación de los Estados Unidos (United States National Research Council), que coordina las actividades de la institución Academias de Ciencias de los Estados Unidos (United States National Academies), en la que se agrupan la Academia Nacional de Ciencias, la Academia Nacional de Ingeniería (National Academy of Engineering) y el Instituto de Medicina (Institute of Medicine).
También fue presidente de la Asociación Internacional de Geomagnetismo y Aeronomía (International Association of Geomagnetism and Aeronomy). Asimismo, fue presidente de la Comisión de Astrofísica Solar del Consejo Internacional para la Ciencia.
En 2008 fue distinguido como Socio Honorario de la Asociación Física Argentina.

## Publicaciones
Roeder es autor de 250 artículos en revistas científicas, y autor y editor de varios libros.
- Roederer, J.G., 1962: Electromagnetismo elemental. EUDEBA, Buenos Aires, 419 pp.

- Roederer, J.G., 1962: Mecánica elemental. EUDEBA, Buenos Aires. Edición más reciente: 2002.

- Roederer, J.G., 1970: Dynamics of Geomagnetically Trapped Radiation (Dinámica de la radiación atrapada por el geomagnetismo). Springer, Berlín, 187 pp. Traducido al ruso.

- Roederer, J.G., 1973: Physics and Psychophysics of Music (Física y psicofísica de la música). Springer, Nueva York, 161 pp. Traducido al alemán, al japonés, al español y al portugués. Fourth Edition 2008, 226 pp.

- Roederer, J.G. (ed.), 1983: Progress in Solar-Terrestrial Physics (Avances en astrofísica solar). D. Reidel, Dordrecht (Países Bajos) - Boston (EE.UU.), 442 pp.

- Malone, T.F., Roederer, J.G. (eds.), 1985: Global Change : The Proceedings of a Symposium (Calentamiento global: actas de un simposio). Cambridge University Press, 512 pp.

- Roederer, J.G., 2005: Information and its Role in Nature (La información y su función en la naturaleza). Springer, Heidelberg, 250 pp.